# Oudtshoorn
Oudtshoorn je město v Jihoafrické republice. Leží na řece Grobbelaarsrivier asi 240 km východně od Kapského Města a patří k okresu Garden Route v provincii Západní Kapsko. Žije v něm přibližně 91 tisíc obyvatel a je největším městem Malého Karru. 
Původními obyvateli byli Khoisanové, první Evropané se zde začali usazovat v 18. století. Vesnice byla založena v roce 1847 a pojmenována podle bývalého kapského guvernéra Pietera van Reede van Oudtshoorna. Zpočátku patřila pod George, v roce 1858 získala samosprávu a v roce 1887 byla povýšena na město. Zdejší hospodářství se zaměřilo na chov pštrosů, prudký rozvoj města nastal na počátku dvacátého století v souvislosti s módou dámských klobouků zdobených pštrosími pery. Oudtshoorn byl nazýván světová pštrosí metropole, z doby konjunktury se zachovaly četné výstavné rezidence. Po poklesu zájmu o peří se místní podnikatelé přeorientovali na produkci pštrosího masa a kůží. V oblasti Oudtshoornu žilo rekordních 200 000 pštrosů, avšak při epidemii ptačí chřipky počátkem 21. století byly mnohé chovy zlikvidovány.
V okolí se pěstuje réva vinná, obilniny, tolice vojtěška a tabák. Vedle zemědělství je významná i turistika. Hlavní atrakcí jsou pštrosí farmy, také v místním muzeu se nachází expozice věnovaná chovu pštrosů. Z Oudtshoornu je možno podniknout výlet k jeskyním Cango Caves a do pohoří Swartberg. Městem prochází turistická vinařská stezka Route 62.
Rodákem z Oudtshoornu byl Cornelis Jacobus Langenhoven, jeden z prvních spisovatelů používajících afrikánštinu. Každoročně se zde koná kulturní festival Klein Karoo Nasionale Kunstefees. Město je sídlem římskokatolické diecéze, působí zde také Nizozemská reformovaná církev a početná komunita Židů, která dala Oudtshoornu přezdívku Africký Jeruzalém.
V Oudtshoornu se také nachází základna jihoafrické armády s výcvikovým střediskem.